# 우즈강 (노스요크셔주)

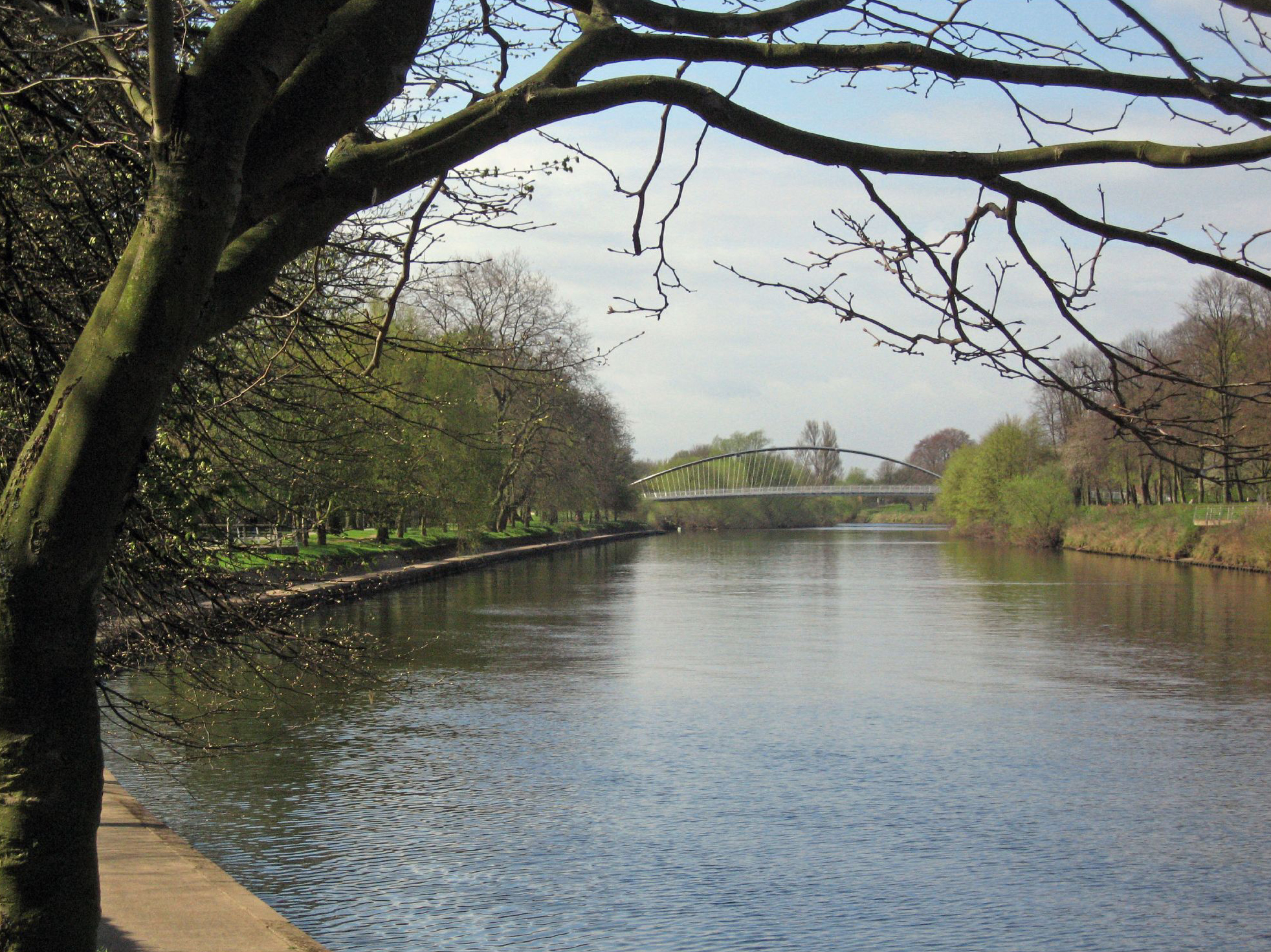
요크를 흐르는 우즈강

우즈강(영어: River Ouse)은 영국 잉글랜드 노스요크셔주를 흐르는 강으로 길이는 84 km, 유역 면적은 10,704 km2, 평균 유량은 51.2 m3/s이다.
스웨일강(River Swale)과 우레강(River Ure)이 합류하여 남동쪽 방향으로 흐르며 트렌트강과 합류하여 험버강으로 흘러간다. 우즈강과 접하고 있는 주요 도시로는 요크 등이 있다. 우즈강 유역 인근에는 평평한 평야 지대가 있다.